# Greensburg, Pennsylvania
Greensburg là một thành phố quận lỵ quận Westmoreland trong tiểu bang Pennsylvania, Hoa Kỳ. Thành phố có diện tích  km², dân số theo điều tra năm 2000 của Cục điều tra dân số Hoa Kỳ là người. Đây là thành phố lớn thứ 7 bang về số dân tăng lên trong ngày, sau Pittsburgh, Philadelphia, Harrisburg, King of Prussia, Lancaster, và State College. Thành phố cũng xếp hạng 16 ở Hoa Kỳ về dân số tăng lên trong ngày trong các đô thị có dân số từ 15.000 - 24.999 dân. Năm 2007, Greensburg được bầu chọn là một trong những "nơi tốt nhất để sinh sống" ở Pennsylvania bởi U.S. News & World Report.